# SN 2008is
SN 2008is – supernowa typu Ia odkryta 29 listopada 2008 roku w galaktyce A073514+3916. W momencie odkrycia miała maksymalną jasność 20,40m.